# Коцофениј дин Дос (Долж)
Коцофениј дин Дос (рум. Coţofenii din Dos) насеље је у Румунији у округу Долж у општини Коцофениј дин Дос. Oпштина се налази на надморској висини од 103 m.

## Становништво
Према подацима из 2002. године у насељу је живело 2628 становника, од којих су сви румунске националности.

### Хронологија
| Година       | 1992 | 1993 | 1994 | 1995 | 1996 | 1997 | 1998 | 1999 | 2000 | 2001 | 2002 | 2003 | 2004 | 2005 | 2006 | 2007 | 2008 | 2009 | 2010 | 2011 | 2012 | 2013 | 2014 | 2015 | 2016 | 2017 |
| ------------ | ---- | ---- | ---- | ---- | ---- | ---- | ---- | ---- | ---- | ---- | ---- | ---- | ---- | ---- | ---- | ---- | ---- | ---- | ---- | ---- | ---- | ---- | ---- | ---- | ---- | ---- |
| Становништво | 2845 | 2792 | 2774 | 2753 | 2745 | 2695 | 2656 | 2616 | 2628 | 2606 | 2582 | 2552 | 2531 | 2492 | 2469 | 2446 | 2432 | 2392 | 2365 | 2329 | 2323 | 2324 | 2307 | 2326 | 2318 | 2297 |